# Акой (Аргос)
Акой (Akoos) в гръцката митология е цар на Аргос.
Той е син на Тестий, цар на Аргос. Той е баща на Аристодамид, който след него се възкачва на трона. Според Диодор Сикул неговият брат Мероп е цар на Аргос и баща на Аристодамид.